# Campionato europeo di football americano 1987
Il campionato europeo di football americano 1987 (in lingua inglese 1987 American Football European Championship), è la terza edizione del campionato europeo di football americano per squadre nazionali maggiori maschili organizzato dalla EFL. È stato disputato in Finlandia tra il 19 e il 23 agosto 1987.

## Stadi
Distribuzione degli stadi del campionato europeo di football americano 1987
| Helsinki              | Olympiastadion (Helsinki) Leppävaaran stadion (Espoo) | Espoo                       |
| Olympiastadion        | Olympiastadion (Helsinki) Leppävaaran stadion (Espoo) | Leppävaaran stadion         |
| 60°11′13″N 24°55′38″E | Olympiastadion (Helsinki) Leppävaaran stadion (Espoo) | 60°13′31.41″N 24°48′03.88″E |
| Capacità:             | Olympiastadion (Helsinki) Leppävaaran stadion (Espoo) | Capacità: 2 800             |
| Altitudine:           | Olympiastadion (Helsinki) Leppävaaran stadion (Espoo) | Altitudine:                 |
|                       | Olympiastadion (Helsinki) Leppävaaran stadion (Espoo) |                             |

## Squadre partecipanti
| Pr. | Squadra        | Data di qualificazione | Qualificata in quanto                                                                    | Ultima partecipazione |
| --- | -------------- | ---------------------- | ---------------------------------------------------------------------------------------- | --------------------- |
| 1   | Finlandia      |                        | Prima classificata all'Europeo 1985                                                      | Italia 1985           |
| 2   | Italia         |                        | Seconda classificata all'Europeo 1985                                                    | Italia 1985           |
| 3   | Gran Bretagna  |                        | Vincitrice dello spareggio con la Francia (dopo aver eliminato i Paesi Bassi)            | Esordiente            |
| 4   | Germania Ovest |                        | Vincitrice dello spareggio con la Svizzera (che aveva in precedenza eliminato l'Austria) | Italia 1985           |

## Tabellone
|  | Semifinali     | Semifinali     | Semifinali     |                |        | Finale               | Finale               | Finale               |  |
|  |                |                |                |                |        |                      |                      |                      |  |
|  | Gran Bretagna  | Gran Bretagna  | 10             |                |        |                      |                      |                      |  |
|  | Gran Bretagna  | Gran Bretagna  | 10             |                |        |                      |                      |                      |  |
|  | Italia         | Italia         | 16             |                |        |                      |                      |                      |  |
|  | Italia         | Italia         | 16             |                | Italia | Italia               | 24                   |                      |  |
|  |                |                |                |                | Italia | Italia               | 24                   |                      |  |
|  |                |                | Germania Ovest | Germania Ovest | 22     |                      |                      |                      |  |
|  | Germania Ovest | Germania Ovest | Germania Ovest | Germania Ovest | 22     | 44                   |                      |                      |  |
|  | Germania Ovest | Germania Ovest |                |                |        | 44                   |                      |                      |  |
|  | Finlandia      | Finlandia      | 21             |                |        | Finale 3º - 4º posto | Finale 3º - 4º posto | Finale 3º - 4º posto |  |
|  | Finlandia      | Finlandia      | 21             |                |        |                      |                      |                      |  |
|  |                |                |                |                |        |                      |                      |                      |  |
|  |                |                |                |                |        | Gran Bretagna        | Gran Bretagna        | 23                   |  |
|  |                |                |                |                |        | Gran Bretagna        | Gran Bretagna        | 23                   |  |
|  |                |                |                |                |        | Finlandia            | Finlandia            | 38                   |  |

## Risultati

### Semifinali
| Helsinki 19 agosto 1987, ore 17:30 | Germania Ovest | 44 – 21 | Finlandia | Olympiastadion |

| Espoo 20 agosto 1987, ore 17:30 | Gran Bretagna | 10 – 16 | Italia | Leppävaaran stadion |

### Finale 3º - 4º posto
| Espoo 22 agosto 1987, ore 16:30 | Gran Bretagna | 23 – 38 | Finlandia | Leppävaaran stadion |

### Finale
| Helsinki 23 agosto 1987, ore 17:30 | Italia | 24 – 22 | Germania Ovest | Olympiastadion |

## Campione
| Campione d'Europa 1987 Italia (2º titolo) |